# Ortho-shaming
L'ortho-shaming est un comportement fréquent sur les réseaux sociaux qui consiste à refuser une opinion parce que son porteur ne l'articule pas avec une orthographe correcte et à stigmatiser, culpabiliser ou disqualifier ainsi un interlocuteur.
Il peut s'agir aussi d'un moyen détourné de lutter contre le langage épicène.
96% des Français se disent gênés lorsqu’ils font une faute d’orthographe dont ils se rendent compte trop tard, selon une enquête Ipsos pour Le Robert. Cela fournit un terreau propice pour l'ortho-shaming.